# Жовтнева сільська рада (Токмацький район)
| Жовтнева сільська рада — колишній орган місцевого самоврядування у Токмацькому районі Запорізької області з адміністративним центром у с. Покровське. Історична дата утворення: 1958 рік. Водоймища на території, підпорядкованій даній сільській раді: ріки Куркулак, Чингул, Токмак. Сільській раді були підпорядковані населені пункти: - с. Покровське - с. Заможне - с. Кутузівка - с. Садове - с. Червоногірка - с. Шевченкове |

## Склад ради
Загальний склад ради: 16 депутатів. Партійний склад ради: Партія регіонів — 12, Всеукраїнське об'єднання «Батьківщина» — 3, Самовисування — 1.

### Керівний склад ради
| ПІБ                        | Основні відомості                                                                                     | Дата обрання | Дата звільнення |
| -------------------------- | --- | ------------ | --------------- |
| Антипенко Наталія Іванівна | Сільський голова, 1963 року народження, освіта, член Соціал-демократичної партії України (об'єднаної) | 26.03.2006   | 31.10.2010      |
| Антипенко Наталія Іванівна | Сільський голова, 1963 року народження, освіта вища, член Партії регіонів                             | 31.10.2010   |                 |

Примітка: таблиця складена за даними джерела